# Die spanische Stunde
Die spanische Stunde (französischer Originaltitel: L’heure espagnole) ist eine Oper in einem Akt von Maurice Ravel. Das Libretto schrieb Franc-Nohain. Die Künstler selbst nannten ihr Werk eine „Musikalische Komödie“, die Uraufführung fand am 19. Mai 1911 in der Opéra-Comique in Paris statt.

## Handlung
Das Werk spielt in einem Uhrmacherladen in Toledo, im 18. Jahrhundert.
Torquemada betreibt ein gut florierendes Uhrmachergeschäft. Die Stadtverwaltung hat ihn beauftragt, jede Woche an einem bestimmten Tag im Rathaus sämtliche Uhren zu warten und aufzuziehen. Torquemada benötigt dafür immer eine Stunde, welche seine Ehefrau Concepción nützt, um sich abwechselnd mit ihren beiden Liebhabern Gonzalvo, einem Schöngeist, und Gomez, einem Bankier, im Uhrmacherladen zu einem Schäferstündchen zu treffen.
Torquemada ist gerade dabei, sich zu seinem wöchentlichen Dienst ins Rathaus aufzumachen, als ein Kunde den Laden betritt. Es ist der Maultiertreiber Ramiro. Torquemada erklärt ihm, dass er gerade keine Zeit hat und bittet ihn im Laden zu warten, bis er wieder zurück ist.
Concepción passt dies natürlich überhaupt nicht, schließlich wartet sie sehnlichst auf ihren Liebhaber Gonzalvo. Kaum hat ihr Gatte das Haus verlassen, betritt jener auch schon den Laden und Concepción versucht, Ramiro loszuwerden. Nachdem dieser keine Anstalten macht, den Laden zu verlassen, hegt sie einen anderen Plan: Sie bittet ihn um einen Gefallen: ein paar der großen Standuhren im Laden müssten in die Wohnung im ersten Stock gebracht werden. Zu ihrer Freude erklärt sich Ramiro bereit, diese schwere Aufgabe zu übernehmen. Als er die erste Standuhr nach oben trägt, taucht plötzlich ihr zweiter Verehrer, der Bankier Don Inigo Gomez, auf. Nun ist guter Rat teuer, schließlich sollen die beiden Liebhaber hier nicht zusammentreffen. Schnell befiehlt sie Gomez, sich in einer der Standuhren zu verstecken. Ramiro ruft sie zu, er habe die falsche Uhr nach oben getragen, er solle sie wieder nach unten bringen. So ist Ramiro mit der schweren Aufgabe beschäftigt, ständig eine Standuhr, in der sich jeweils einer der Liebhaber befindet, die Treppen hoch oder runter zu tragen.
Concepción kann es nicht fassen, dass Ramiro seine Arbeit so mühelos zu erledigen scheint. Was für ein Mann! Gegen ihn sind Gonzalvo und Gomez doch nur Schlappschwänze. Also beginnt sie, ganz heftig mit Ramiro zu flirten. Die Standuhren mit den eingeschlossenen Liebhabern lässt sie wieder in den Laden stellen, fasst Ramiro an der Hand und zieht ihn in ihr Schlafzimmer.
Plötzlich kehrt der Hausherr zurück und entdeckt die beiden Männer in den Standuhren. Diese sind nicht auf den Kopf gefallen. Von Torquemada befragt, was dieses Theater zu bedeuten habe, erklären beide, sie seien Kunden und hätten die Objekte ihrer Begierden ganz genau inspizieren wollen, bevor sie dafür gutes Geld auf den Ladentisch blättern. Auch gegenüber seiner Frau und Ramiro hegt Torquemada keinen Argwohn. Das Finale der Oper erlaubt schließlich allen Fünfen, zum ersten und letzten Mal in dem Werk gemeinsam zu singen.

## Musik
Ravels große Vorliebe für spanisches Kolorit in der Musik – von ihm stammen beispielsweise der berühmte Boléro und die Rhapsodie espagnole – zeigt sich auch in dieser Oper. Das Quintett des Finales zum Beispiel ist eine feurige Habanera. Im kurzen Vorspiel dominiert das „Tick-Tack“ der Uhrwerke und aus den unterschiedlichen Glockenschlägen und „Kuckucksrufen“ zur gerade angebrochenen vollen Stunde entwickelt sich die Komposition und führt zum Ort der Handlung. Das Publikum lehnte das Werk bei der Uraufführung ab. Die Musikkritik sprach von „musikalischer Pornografie“.